# Phaeogenes gaspesianus
Phaeogenes gaspesianus är en stekelart som beskrevs av Léon Abel Provancher 1882. Phaeogenes gaspesianus ingår i släktet Phaeogenes och familjen brokparasitsteklar. Inga underarter finns listade i Catalogue of Life.